# Tommaso Montano
Tommaso Montano (Livorno, 14 marzo 1953) è un ex schermidore italiano, specializzato nella sciabola.

## Biografia
È il nipote di Aldo Montano, cugino di Mario Tullio Montano di Carlo Montano e di Mario Aldo Montano. È lo zio di Aldo Montano.
Cresciuto schermisticamente sotto la guida del maestro Athos Perone, ha fatto parte del Circolo Scherma Fides di Livorno.
È stato vincitore di una medaglia d'argento nella scherma ai giochi olimpici.

## Palmarès
In carriera ha ottenuto i seguenti risultati:
Giochi olimpici
Individuale
A squadre
- Argento nella sciabola a Montréal 1976

Mondiali
Individuale
A squadre
- Bronzo nella sciabola a Grenoble 1974

Mondiali militari
Individuale
- Oro nella sciabola a Vienna 1975

A squadre
- Oro nella sciabola a Vienna 1975

### Altri risultati
Mondiali giovani
Individuale
- Oro nella sciabola a Buenos Aires 1973
- Bronzo nella sciabola a Madrid 1972

A squadre